# Marron de Laguépie
Marron de Laguépie est le nom d'un cultivar naturel de châtaignier qui doit son nom à la commune de Laguépie (Tarn-et-Garonne).
La variété est appelée à tort « marron » puisqu'elle donne plutôt des châtaignes cloisonnées.
Synonymes : Roussette, Rousse, grosse-rousse, rousse de Najac ou Burzette (dans la région de Burzet).

## Description
Cette variété d'adaptation large a une belle couleur rouge acajou brillant, de taille moyenne et de très bonne qualité gustative.

## Utilisation
Elle est utilisée plutôt pour la consommation en frais grillée ou cuite à l’eau. C’est de par son calibre et son goût, la variété encore la plus commercialisée dans ses régions d’origine, sur les marchés locaux (Laguépie, Villefranche-de-Rouergue), mais aussi dans les régions parisienne et toulousaine.
La variété a été utilisée comme géniteur par l’INRA pour la production de nouvelles variétés hybrides par croisement avec le châtaignier japonais (Marlhac : SC118, SC116, SC117 …)